# Kleptochthonius lutzi
Espèce
Kleptochthonius lutzi est une espèce de pseudoscorpions de la famille des Chthoniidae.

## Distribution
Cette espèce est endémique de Virginie aux États-Unis. Elle se rencontre dans la grotte Gap Cave dans le comté de Lee.

## Description
La femelle holotype mesure 1,75 mm.

## Étymologie
Cette espèce est nommée en l'honneur de L. Lutz.

## Publication originale
- Malcolm & Chamberlin, 1961 : The pseudoscorpion genus Kleptochthonius Chamberlin (Chelonethida, Chthoniidae). American Museum Novitates, no 2063, p. 1-35 (texte intégral).